# Australopericoma curvata
Australopericoma curvata és una espècie d'insecte dípter pertanyent a la família dels psicòdids.

## Descripció
- El mascle fa entre 0,99-1,00 mm de llargària a les antenes (1,19-1,21 en el cas de la femella), mentre que les ales li mesuren 2,12-2,38 de longitud (2,77-2,94 en la femella) i 0,85-0,90 d'amplada (1,01-1,11 en la femella).[2]

## Distribució geogràfica
Es troba a Sud-amèrica: Veneçuela.